# Anita Nair
Anita Nair (ur. 26 stycznia 1966) – indyjska pisarka, urodzona Mundakottakurissi, koło Shornur w stanie Kerala. Przez wiele lat dziennikarka i copywritherka. Zadebiutowała w 1996 roku zbiorem opowiadań Satyr of the Subway (po polsku pt Opowieść żony, która spróbowała czarów). Następnie opublikowała dwie cieszące się uznaniem krytyków i czytelników powieści – w 2000 roku A Better Man i w 2001 Ladies Coupe (po polsku wydana pt Przedział dla pań. W 2002 roku wydała tomik poezji Malabar Mind. Pisze w języku angielskim. Jej książki tłumaczone są na wiele języków. Mieszka wraz z mężem i synem w Bengaluru.